# Гуйдя, Иван Илларионович
Иван Илларионович Гуйдя (рум. Ivan Guidea; 12 мая 1988, Ниспорены, Молдавская АССР, СССР) — молдавский и румынский борец вольного стиля, призёр чемпионатов Европы, участник Олимпийских игр.

## Биография
Борьбой начал заниматься с 2004 года. Сначала занимался у тренера Юрия Чередника, потом у Григория Черича. Затем его наставником был брат Анатолий. В начале своей спортивной карьеры выступал за сборную Молдовы. В её составе - двукратный бронзовый призёр чемпионатов Европы среди кадетов (Стамбул-2004, Тирана-2005). По словам Ивана, в то время в Молдове у борцов не было никакой поддержки и участвовать в соревнованиях приходилось за свой счет, Гуйдя мог бороться только на первенствах Европы, проходивших неподалёку от Молдовы, так как он мог позволить себе поездку на автобусе или поезде. В 2009 году решил перейти в сборную Румынии, где оплачивали проезд, давали зарплату. К тому же Румыния расположена недалеко от дома. Переход занял много времени, три года Иван почти не боролся и только с 2013 года начал защищать цвета румынской сборной, занимается у тренера Аурела Чимпоеру. В её составе стал бронзовым призёром континентального первенства в Риге и завоевал право бороться на летних Олимпийских игр 2016 в Рио-де-Жанейро, где стал 11-м. В 2018 году во второй раз стал бронзовым призёром чемпионата Европы в Каспийске.
Выступает за борцовский клуб CSM из города Лугож. Принимает также участие в клубном чемпионате Германии.

## Личная жизнь
Иван - самый младший из четырёх детей в семье Иллариона и Веры Гуйдя. Отец — агроном, мать — учитель музыки в детском саду. Старший брат Анатолий - тоже борец, сначала выступал за сборную Молдовы. В её составе был серебряным призёром чемпионата мира среди кадетов (1993) и серебряным призёром чемпионата Европы среди юниоров (1997). В 2000 году получил болгарское гражданство и начал защищать цвета этой страны. Серебряный призёр чемпионата мира, чемпион, двукратный серебряный и трехкратный бронзовый призёр чемпионатов Европы, участник летних Олимпийских игр 2012 года в Лондоне (13 место).

## Спортивные результаты на международных соревнованиях

### Выступления на Олимпиадах
| Соревнования          | Сборная | Весовая категория | Место |
| --------------------- | ------- | ----------------- | ----- |
| Олимпийские игры 2016 | Румыния | до 57 кг          | 11    |

### Выступления на чемпионатах мира
| Соревнования                  | Сборная | Весовая категория | Место |
| ----------------------------- | ------- | ----------------- | ----- |
| Чемпионат мира по борьбе 2009 | Молдова | до 55 кг          | 25    |
| Чемпионат мира по борьбе 2013 | Румыния | до 60 кг          | 9     |
| Чемпионат мира по борьбе 2014 | Румыния | до 61 кг          | 15    |
| Чемпионат мира по борьбе 2015 | Румыния | до 57 кг          | 15    |
| Чемпионат мира по борьбе 2017 | Румыния | до 61 кг          | 8     |
| Чемпионат мира по борьбе 2018 | Румыния | до 61 кг          | 14    |
| Чемпионат мира по борьбе 2019 | Румыния | до 65 кг          | 33    |

### Выступления на чемпионатах Европы
| Соревнования                    | Сборная | Весовая категория | Место  |
| ------------------------------- | ------- | ----------------- | ------ |
| Чемпионат Европы по борьбе 2013 | Румыния | до 60 кг          | 11     |
| Чемпионат Европы по борьбе 2016 | Румыния | до 61 кг          | Бронза |
| Чемпионат Европы по борьбе 2018 | Румыния | до 61 кг          | Бронза |

### Выступления на Европейских играх
| Соревнования          | Сборная | Весовая категория | Место |
| --------------------- | ------- | ----------------- | ----- |
| Европейские игры 2015 | Румыния | до 61 кг          | 7     |